# Národní bod pro identifikaci a autentizaci
Národní bod pro identifikaci a autentizaci je českým státem provozovaný informační systém veřejné správy podporující proces elektronické identifikace a autentizace prostřednictvím kvalifikovaného systému.
Systém je určen pro bezpečné a zaručené vzdálené ověřování totožnosti uživatelů. Národní bod je definován zákonem 250/2017 Sb., o elektronické identifikaci.
Správcem Národního bodu je Správa základních registrů.
Poskytovateli služby národního bodu jsou kvalifikované systémy elektronické identifikace spravované kvalifikovaným (akreditovaným) správcem. Tyto systémy fungují jako uzly podle prováděcího nařízení k nařízení Evropské unie č. 910/2014 eIDAS.
Každý poskytovatel služeb eGovernmentu, poskytovaných zejména veřejnou správou, potřebuje určitou sadu údajů, na základě kterých uživatele ztotožní ve svém systému. Tyto údaje jsou získávány automaticky z registru obyvatel, jejich předání je ale podmíněno souhlasem osoby (uživatele) v průběhu přihlašování.

## Historie
1. července 2018Národní bod byl uveden do ostrého provozu v souvislosti s nabytím účinnosti zákona o elektronické identifikaci.
18. září 2018Podle nařízení eIDAS musejí poskytovatelé elektronických služeb státu rozpoznávat a uznávat elektronickou identitu občanů těch členských států EU, které nahlásily ostatním státům své identitní systémy a prostředky.

## Způsob přihlášení

### NIA ID (Jméno, heslo a SMS kód)
NIA ID je identifikační prostředek umožňující zaručené prokazovaní totožnosti při přihlašování k online službám, které požadují alespoň značnou úroveň důvěry prostředků identifikace.
Jedná se o vícefázové ověření, někdy označované termínem dvoufaktor. Pro přihlášení uživatel zadá přístupové údaje tvořené uživatelským jménem a heslem, které si zvolil během registrace. Následně zadá jednorázově vygenerovaný SMS kód, který obdržel na svůj mobilní telefon.

### Elektronický občanský průkaz, eOP
V roce 2018 začal být vydáván e-OP splňující podmínky nařízení eIDAS s novým typem čipu.

### MojeID
Služba mojeID slouží k autentizaci uživatelů v různých internetových službách, aplikacích a v klientských zónách webových stránek. Má širokou síť partnerských služeb soukromého sektoru, kam se obvykle stačí přihlašovat pomocí uživatelského jména a hesla. Pro přístup ke službám veřejné správy potřebuje uživatel mojeID tzv. bezpečnostní klíč (softwarový – součástí windows 10 nebo Android 7+, případně hardwarový – Bluetooth/USB/NFC) a jednorázově ověřit svou totožnost elektronicky či na Czech POINTu.

### Mobilní klíč eGovernmentu
Mobilní klíč eGovernmentu je vlastně rozšíření původního mobilního klíče ISDS, kterým se (již od poloviny roku 2019) dalo přihlašovat k datovým schránkám – a nově jsou to vlastně dva mobilní klíče v jednom, pro přihlašování „přes NIA“ a nadále i k datovým schránkám. Dokonce s možností nastavení tak, aby klíč sloužil pouze pro jedno, či druhé přihlašování, anebo pro obě.

### Bankovní identita
Přihlásit se lze i pomocí BankID.